# Terceira Liga 2021-2022
La Terceira Liga 2021-2022 è stata la prima edizione del campionato di calcio portoghese di terza divisione, dopo la riorganizzazione del sistema calcistico portoghese. Iniziata il 13 agosto 2021 e terminata il 14 maggio 2022, vi hanno preso parte 24 squadre, divise in due gruppi da 12 secondo una ripartizione geografica.

## Formato
La competizione si svolge con una prima fase con gironi all'italiana, per poi proseguire, in base al posizionamento di ciascuna squadra, con le fasi di promozione e retrocessione. Alla terza fase accedono i 2 vincitori dei gironi di Promozione (comunque già promossi in Segunda Liga 2022-2023) per determinare il campione di categoria, e i 2 secondi classificati dei gironi di promozione, che si sfidano in un playoff e la squadra vincente affronterà la 16ª classificata di Segunda Liga 2021-2022. La vincente di questo incontro acquisirà il titolo per iscriversi alla Segunda Liga 2022-2023, dando luogo ad una terza promozione, in caso a vincere sia la squadra proveniente dalla terza fase di Terceira Liga, o ad una salvezza, in caso a vincere sia la 16ª classificata di Segunda Liga.
Prima fase

Si disputano con girone all'italiana di andata e ritorno i due gironi, al termine del quale le squadre classificate ai primi quattro posti accedono alla fase successiva di Promozione e gli ultimi 8 accedono alla fase Retrocessione.
Seconda Fase
Gruppo Promozione

Le otto squadre qualificate vengono divise in due gironi da 4, che si sfidano in gare di andata e ritorno. Le due squadre classificate al primo posto sono automaticamente promosse in Segunda Liga e si sfidano in gara unica su campo neutro per determinare il campione di categoria. Le due squadre classificate al secondo posto nei rispettivi gironi si sfidano in un playoff, e la vincente sfida la squadra classificata al 16ºposto della Segunda Liga per aggiudicarsi l'ultimo posto disponibile.
In questa fase, le squadre vengono divise nei due gironi, chiamati Serie 1 e Serie 2, secondo il seguente schema:
| Serie 1 | Serie 2 |
| 1° N    | 1° S    |
| 2° S    | 2° N    |
| 3° S    | 3° N    |
| 4° N    | 4° S    |

Gruppo retrocessione
Le squadre classificate dal 5º al 12º posto durante la prima fase vengono suddivise in 4 gironi da quattro squadre, che si sfidano in gare di andata e ritorno. In base al loro posizionamento nella prima fase, vengono assegnati dei punti di partenza, a partire dai 5° classificati a cui ne spettano 8 fino ad arrivare ai 12° classificati a cui ne spetta 1. Le 4 squadre che si classificano all'ultimo posto dei quattro gironi vengono retrocesse nel Campeonato de Portugal. In questa fase, le squadre vengono divise nei quattro gironi, chiamati Serie 3, Serie 4, Serie 5 e Serie 6, secondo il seguente schema:
| Serie 3 | Serie 4 | Serie 5 | Serie 6 |
| 5° N    | 6° N    | 5° S    | 6° S    |
| 7° N    | 8° N    | 7° S    | 8° S    |
| 9° N    | 10° N   | 9° S    | 10° S   |
| 11° N   | 12° N   | 11° S   | 12° S   |

## Squadre
Un totale di 24 squadre sono state ammesse a partecipare al campionato, tra cui 2 di esse retrocesse dalla Segunda Liga 2020-2021, 6 squadre che non sono riuscite a qualificarsi alla Segunda Liga 2021-2022 e 16 qualificate dal Campeonato de Portugal 2020-2021.
Il Leça non è riuscito ad ottenere la licenza necessaria per iscriversi al presente campionato, pertanto la promozione raggiunta è stata negata dalla Federazione di calcio portoghese. Al suo posto, è stata ripescata la Sanjoanense (3ª classificata nella Fase Promozione Serie 3).

## Partite

### Prima Fase
Nella prima fase, le 24 squadre sono divise in due raggruppamenti da 12, in base a criteri geografici.

#### Raggruppamento Nord
| Pos. | Squadra             | Pt | G  | V  | N  | P  | GF | GS | DR  |
| ---- | ------------------- | -- | -- | -- | -- | -- | -- | -- | --- |
| 1.   | Felgueiras 1932     | 39 | 22 | 12 | 3  | 7  | 25 | 19 | +6  |
| 2.   | Oliveirense         | 38 | 22 | 11 | 5  | 6  | 39 | 31 | +8  |
| 3.   | Braga B             | 37 | 22 | 10 | 7  | 5  | 37 | 29 | +8  |
| 4.   | Vitória Guimarães B | 36 | 22 | 11 | 3  | 8  | 33 | 25 | +8  |
| 5.   | Canelas 2010        | 36 | 22 | 10 | 6  | 6  | 28 | 25 | +3  |
| 6.   | Sanjoanense         | 34 | 22 | 10 | 4  | 8  | 36 | 27 | +9  |
| 7.   | Lusitânia           | 34 | 22 | 10 | 4  | 8  | 31 | 29 | +2  |
| 8.   | São João de Ver     | 29 | 22 | 6  | 11 | 5  | 27 | 22 | +5  |
| 9.   | Anadia              | 29 | 22 | 9  | 2  | 11 | 24 | 28 | -4  |
| 10.  | Montalegre          | 24 | 22 | 6  | 6  | 10 | 25 | 33 | -8  |
| 11.  | Fafe                | 23 | 22 | 6  | 5  | 11 | 28 | 41 | -13 |
| 12.  | Pevidém             | 7  | 22 | 1  | 4  | 17 | 14 | 38 | -24 |

Legenda:
      Ammesso al Gruppo Promozione.
      Ammesso al Gruppo Retrocessione.
Regolamento:
Tre punti a vittoria, uno a pareggio, zero a sconfitta.
In caso di arrivo di due o più squadre a pari punti, la graduatoria verrà stilata secondo la classifica avulsa tra le squadre interessate che prevede, in ordine, i seguenti criteri:
- Punti negli scontri diretti;
- Differenza reti negli scontri diretti;
- Differenza reti generale;
- Reti realizzate in generale;
- Numero di vittorie;
- Gol fatti.

#### Raggruppamento Sud
| Pos. | Squadra            | Pt | G  | V  | N  | P  | GF | GS | DR  |
| ---- | ------------------ | -- | -- | -- | -- | -- | -- | -- | --- |
| 1.   | União Leiria       | 48 | 22 | 14 | 6  | 2  | 41 | 18 | +23 |
| 2.   | Alverca            | 41 | 22 | 13 | 2  | 7  | 32 | 24 | +8  |
| 3.   | Torreense          | 41 | 22 | 13 | 2  | 7  | 29 | 23 | +6  |
| 4.   | Vitória Setúbal    | 37 | 22 | 11 | 4  | 7  | 30 | 24 | +6  |
| 5.   | Amora              | 36 | 22 | 11 | 3  | 8  | 29 | 21 | +8  |
| 6.   | Real SC            | 28 | 22 | 7  | 7  | 8  | 23 | 26 | -3  |
| 7.   | Caldas             | 27 | 22 | 7  | 6  | 9  | 21 | 24 | -3  |
| 8.   | Sporting Lisbona B | 26 | 22 | 7  | 5  | 10 | 25 | 28 | -3  |
| 9.   | Cova da Piedade    | 22 | 22 | 6  | 4  | 12 | 24 | 35 | -11 |
| 10.  | Oliveira Hospital  | 20 | 22 | 3  | 11 | 8  | 24 | 34 | -10 |
| 11.  | União Santarém     | 18 | 22 | 4  | 6  | 12 | 23 | 35 | -12 |
| 12.  | Oriental Dragon    | 18 | 22 | 2  | 12 | 8  | 21 | 30 | -9  |

Legenda:
      Ammesso al Gruppo Promozione.
      Ammesso al Gruppo Retrocessione.
Regolamento:
Tre punti a vittoria, uno a pareggio, zero a sconfitta.
In caso di arrivo di due o più squadre a pari punti, la graduatoria verrà stilata secondo la classifica avulsa tra le squadre interessate che prevede, in ordine, i seguenti criteri:
- Punti negli scontri diretti;
- Differenza reti negli scontri diretti;
- Differenza reti generale;
- Reti realizzate in generale;
- Numero di vittorie;
- Gol fatti.

### Seconda Fase
Nella seconda fase, le 24 squadre sono divise in due serie di Promozione, Serie 1 e Serie 2 ognuna da 4 squadre, e quattro serie Retrocessione, Serie 3, 4, 5 e 6 ognuna da 4 squadre.

#### Gruppo Promozione

##### Serie 1
| Pos. | Squadra             | Pt | G | V | N | P | GF | GS | DR |
| ---- | ------------------- | -- | - | - | - | - | -- | -- | -- |
| 1.   | Torreense           | 12 | 6 | 4 | 0 | 2 | 10 | 6  | +4 |
| 2.   | Alverca             | 10 | 6 | 3 | 1 | 2 | 8  | 7  | +1 |
| 3.   | Felgueiras 1932     | 7  | 6 | 2 | 1 | 3 | 10 | 10 | 0  |
| 4.   | Vitória Guimarães B | 5  | 6 | 1 | 2 | 3 | 3  | 8  | -5 |

Legenda:
      Promosso in Segunda Liga 2022-2023.
      Ammesso ai Playoff.

##### Serie 2
| Pos. | Squadra         | Pt | G | V | N | P | GF | GS | DR |
| ---- | --------------- | -- | - | - | - | - | -- | -- | -- |
| 1.   | Oliveirense     | 12 | 6 | 3 | 3 | 0 | 11 | 6  | +5 |
| 2.   | União Leiria    | 10 | 6 | 3 | 1 | 2 | 6  | 5  | +1 |
| 3.   | Braga B         | 6  | 6 | 1 | 3 | 2 | 8  | 10 | -2 |
| 4.   | Vitória Setúbal | 4  | 6 | 1 | 1 | 4 | 8  | 12 | -4 |

Legenda:
      Promosso in Segunda Liga 2022-2023.
      Ammesso ai Playoff.

#### Gruppo Retrocessione

##### Serie 3
| Pos. | Squadra      | Pt | G | V | N | P | GF | GS | DR |
| ---- | ------------ | -- | - | - | - | - | -- | -- | -- |
| 1.   | Fafe         | 13 | 6 | 3 | 2 | 1 | 8  | 5  | +3 |
| 2.   | Anadia       | 13 | 6 | 2 | 3 | 1 | 7  | 4  | +3 |
| 3.   | Canelas 2010 | 13 | 6 | 1 | 2 | 3 | 3  | 7  | -4 |
| 4.   | Lusitânia    | 12 | 6 | 1 | 3 | 2 | 2  | 4  | -2 |

Legenda:
      Retrocesso in Campeonato de Portugal.

##### Serie 4
| Pos. | Squadra         | Pt | G | V | N | P | GF | GS | DR |
| ---- | --------------- | -- | - | - | - | - | -- | -- | -- |
| 1.   | Sanjoanense     | 18 | 6 | 3 | 2 | 1 | 11 | 5  | +6 |
| 2.   | São João de Ver | 15 | 6 | 3 | 1 | 2 | 8  | 7  | +1 |
| 3.   | Montalegre      | 9  | 6 | 1 | 3 | 2 | 11 | 14 | -3 |
| 4.   | Pevidém         | 6  | 6 | 1 | 2 | 3 | 7  | 11 | -4 |

Legenda:
      Retrocesso in Campeonato de Portugal.

##### Serie 5
| Pos. | Squadra                         | Pt | G | V | N | P | GF | GS | DR |
| ---- | ------------------------------- | -- | - | - | - | - | -- | -- | -- |
| 1.   | Amora                           | 15 | 6 | 2 | 1 | 3 | 7  | 7  | 0  |
| 2.   | Template:Calcio Cova da Piedade | 13 | 6 | 2 | 3 | 1 | 7  | 5  | +2 |
| 3.   | Caldas                          | 12 | 6 | 1 | 3 | 2 | 8  | 10 | -2 |
| 4.   | União Santarém                  | 11 | 6 | 2 | 3 | 1 | 9  | 9  | 0  |

Legenda:
      Retrocesso in Campeonato de Portugal.
      Retrocesso in Campeonatos Distritais.

##### Serie 6
| Pos. | Squadra            | Pt | G | V | N | P | GF | GS | DR |
| ---- | ------------------ | -- | - | - | - | - | -- | -- | -- |
| 1.   | Oliveira Hospital  | 17 | 6 | 4 | 2 | 0 | 7  | 3  | +4 |
| 2.   | Real SC            | 16 | 6 | 2 | 3 | 1 | 4  | 3  | +1 |
| 3.   | Sporting Lisbona B | 10 | 6 | 1 | 2 | 3 | 6  | 8  | -2 |
| 4.   | Oriental Dragon    | 4  | 6 | 0 | 3 | 3 | 4  | 7  | -3 |

Legenda:
      Retrocesso in Campeonato de Portugal.

### Terza Fase

#### Playoff per spareggio promozione
Andata
| Alverca do Ribatejo 7 maggio 2022, ore 17:00 | Alverca | 1 – 1 | União Leiria | Complexo Desportivo FC Alverca |

Ritorno
| Leiria 15 maggio 2022, ore 17:00 | União Leiria | 1 – 2 | Alverca | Estádio Dr. Magalhães Pessoa |

Alverca ammesso allo spareggio per la promozione.

### Finalissima
La finalissima si è disputata tra Torreense e Oliveirense, vincitori rispettivamente di Serie 1 e Serie 2 del Gruppo Promozione, per attribuire il simbolico titolo di campione di categoria.

#### Gara Unica
| Leiria 14 maggio 2022, ore 18:00             | Torreense            | 1 – 1 (d.t.s.) | Oliveirense | Estádio Dr. Magalhães Pessoa |
| \| \| \| \| \| \| Tiri di rigore 5 – 4 \| \| |                      |                |             |                              |
|                                              |                      |                |             |                              |
|                                              | Tiri di rigore 5 – 4 |                |             |                              |